# 1085 Amaryllis
1085 Amaryllis је астероид главног астероидног појаса са пречником од приближно 69,95 .
Афел астероида је на удаљености од 3,336 астрономских јединица (АЈ) од Сунца, а перихел на 3,032 АЈ.
Ексцентрицитет орбите износи 0,047, инклинација (нагиб) орбите у односу на раван еклиптике 6,628 степени, а орбитални период износи 2075,632 дана (5,682 година).
Апсолутна магнитуда астероида је 9,40 а геометријски албедо 0,062.
Астероид је откривен 31. августа 1927. године.